# Wilmot (South Dakota)
Wilmot ist ein Dorf im Roberts County im US-Bundesstaat South Dakota. Wilmot hat eine Fläche von 1,3 km². Das U.S. Census Bureau hat bei der Volkszählung 2020 eine Einwohnerzahl von 432 ermittelt.

## Demografische Daten
Das durchschnittliche Einkommen eines Haushalts liegt bei 25.000 USD, das durchschnittliche Einkommen einer Familie bei 29.750 USD. Männer haben ein durchschnittliches Einkommen von 22.125 USD gegenüber den Frauen mit durchschnittlich 15.673 USD. Das Pro-Kopf-Einkommen liegt bei 13.561 USD. 16,7 % der Einwohner und 13,6 % der Familien leben unterhalb der Armutsgrenze. 25,6 % der Einwohner sind unter 18 Jahre alt und auf 100 Frauen ab 18 Jahren und darüber kommen statistisch 84,5 Männer. Das Durchschnittsalter beträgt 44 Jahre (Stand: 2000).